# Petterchernes
Genre
Petterchernes est un genre de pseudoscorpions de la famille des Chernetidae.

## Distribution
Les espèces de ce genre sont endémiques du Brésil.

## Liste des espèces
Selon Pseudoscorpions of the World (version 3.0) :
- Petterchernes brasiliensis Heurtault, 1986
- Petterchernes tuberculatus Mahnert, 1994

## Publication originale
- Heurtault, 1986 : Petterchernes brasiliensis, genre et espèce nouveaux de Pseudoscorpions du Brésil (Arachnides, Pseudoscorpionida, Chernetidae). Bulletin du Muséum National d'Histoire Naturelle, Paris, sér. 4, vol. 8, p. 351-355.